# Fes-Dur
Fes-Dur ist eine Tonart des Tongeschlechts Dur, die auf dem Grundton Fes aufbaut. Die Tonart Fes-Dur wird in der Notenschrift mit acht ♭ geschrieben (b, es, as, des, ges, ces, fes, heses), das achte ♭ wird als  vor H notiert. Auch die entsprechende Tonleiter und der Grundakkord dieser Tonart (die Tonika fes-as-ces) werden mit dem Begriff Fes-Dur bezeichnet.
Aufgrund der acht Vorzeichen ist Fes-Dur ungebräuchlich und wird enharmonisch meistens in E-Dur umgedeutet, obwohl sie auf Streichinstrumenten anders gegriffen würde als E-Dur.
In manchen Spielmannszügen (vor allem alte Bundesländer) werden Fes-Dur-Altflöten verwendet, in Stimmung mit Sopran- und Tenorflöten in Ces-Dur. Darüber hinaus gibt es keine Instrumente in Fes, und nur ein Werk, das mit korrekter Vorzeichnung in Fes-Dur geschrieben ist, nämlich der dritte Satz von Viktor Ewalds Bläserquintett Nr. 4 Op. 8.

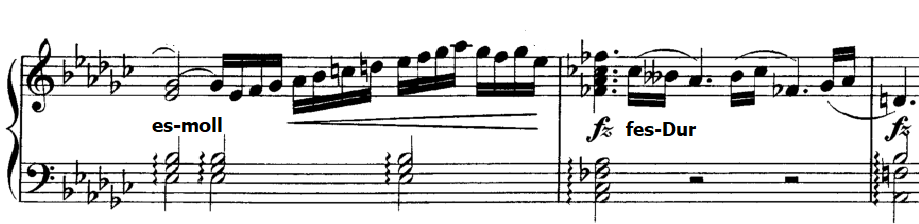
Ausschnitt aus es-Moll-Präludium mit Fes-Dur-Passage

Eine Passage in Fes-Dur kann jedoch in Stücken in einer Tonart mit weniger Vorzeichen durch eine vorübergehende Modulation auftreten. Zum Beispiel im es-Moll-Präludium des Wohltemperierten Klavieres Teil I (BWV 853) von Johann Sebastian Bach. Im Takt 26 erklingt eine Passage als Neapolitaner in Fes-Dur.